# Panzergrenadierbataillon 391
Das Panzergrenadierbataillon 391 (PzGrenBtl 391) ist ein Bataillon der Panzergrenadierbrigade 37 Freistaat Sachsen und ist in der Werratal-Kaserne in der Kurstadt Bad Salzungen im Bundesland Thüringen stationiert.

## Auftrag und Gliederung
Das über 800 Soldaten starke Bataillon ist befähigt zur Einsatzführung eines Einsatzverbandes in allen Operationsarten und Gefechtshandlungen und in besonderen Landoperationen, als eigenständig operierender Gefechtsverband oder im Rahmen eines Großverbandes. Das Bataillon ist in Teilen luftverladbar und ist befähigt zur Führung von Operationen zur Konfliktverhütung und Krisenbewältigung in Stabilisierungsoperationen im Rahmen eines Großverbandes, eines Einsatzverbandes oder als selbstständig operierender Einsatzverband zur Kriegsführung im Rahmen von multinationalen Operationen sowie in der Bündnis- und Landesverteidigung. Im Auftrag der Bundeswehr ist das Bataillon zum Schutz Deutschlands und seiner Bürger, Rettung und Evakuierung, Unterstützung von Bündnispartnern, internationaler Konfliktverhütung und Krisenbewältigung und Hilfeleistungen bei Katastrophen bestimmt. Dazu gliedert sich das Bataillon neben dem Bataillonsstab in vier Kompanien:
- 1./ PzGrenBtl 391: Versorgungskompanie
- 2./ PzGrenBtl 391: Einsatzkompanie
- 3./ PzGrenBtl 391: Einsatzkompanie
- 4./ PzGrenBtl 391: Einsatzkompanie

Im Rahmen der Umstrukturierung des Heeres (Heer 2010) erfolgte eine Neugliederung. Die ehemalige 5./391 (Panzermörserkompanie) mit dem Panzermörsern M113 entfiel 2004 ersatzlos. Weiterhin wurde die ehemalige 6. Kompanie (Ausbildungskompanie) zur Durchführung der Grundausbildung als 5. Kompanie (Ausbildungs- und Unterstützungskompanie) neu aufgestellt. 2019 erfolgte die Umbenennung sowie  die Umgliederung zur 5. Kompanie des Aufklärungsbataillons 13.
Die Schützenpanzer Marder werden in den kommenden Jahren sukzessive außer Dienst gestellt und durch den neuen Schützenpanzer Puma ersetzt.

## Wappen
Das Wappen als Verbandsabzeichen besteht aus dem Thüringer Löwen mit acht Sternen als Verbundenheit zum Land Thüringen. Die Werra wird als blaues Band dargestellt und symbolisiert die Trennung und Wiedervereinigung Deutschlands. Die gekreuzten Gewehre mit dem grünen Untergrund kennzeichnen die Zugehörigkeit zur Infanterie und gleichzeitig zur nördlichen Rhön. Als Verbindung zur Garnisonsstadt Bad Salzungen wurde ein stilisierter Solebrunnen übernommen.

## Geschichte
Am 1. April 1991 wurde das Bataillon in Bad Salzungen/Thüringen unter dem Kommando der damaligen Heimatschutzbrigade 39 Thüringen aufgestellt. Zunächst noch mit dem BMP-1 als Schützenpanzer ausgestattet folgte bereits im Juli 1991 die erste Bataillonsübung Werrawechsel. Ab April 1992 begann die Umrüstung auf den Schützenpanzer Marder sowie ab 1995 mit der Heeresstruktur 5 (N) – Neues Heer für neue Aufgaben – die Umgliederung zu einem Krisenreaktionskräfte (KRK) Bataillon. Nennenswerte Ereignisse waren etwa der Besuch des Chef des Generalstabes der belgischen Armee Generalleutnant Joseph Charlier und des Generalinspekteurs der Bundeswehr General Klaus Naumann im April 1994, der Truppenübungsplatzaufenthalt im Oktober 1994 in Shilo/Kanada, der erste von weiteren CMTC-(Combat Maneuver Training Center) Durchgängen im Manöverübungszentrum in Hohenfels im Januar 1996 mit dem Panzerbataillon 393 als erste Verbände aus den neuen Bundesländern und der Besuch des Canadian Land Forces Command and Staff College am 7. Mai 1996. Den ersten Katastropheneinsatz bewältigte das Bataillon beim Oderhochwasser 1997.
Zum 14. August 2001 wechselt das Bataillon mit der Auflösung der Panzerbrigade 39 zur Jägerbrigade 37 Freistaat Sachsen. Im Juli 2002 folgte während des Auslandseinsatzes des 5. Einsatzkontingent, Einsatzbataillon 1, KFOR der Besuch des damaligen Bundesministers der Verteidigung Rudolf Scharping. Im August 2002 wurde das restliche Bataillon komplett beim Hochwasser der Elbe eingesetzt. Einen tragischen Fall erlebte das Bataillon, als während der Grundausbildung ein weiblicher Rekrut starb.
Gegen Ende 2003 verlegte das Grenadierbataillon zum Truppenübungsplatz Wildflecken und diente dort von Januar 2004 bis Juli 2004 als Unterstützungsverband für die Ausbildung der Einsatzkontingente der 13. Panzergrenadierdivision. Erprobt wurde das Konzept einer zentralen Ausbildung für alle Auslandseinsätze mit Grund- und Fachteil je nach Einsatzland.
Im April 2004 fiel die Entscheidung zur Auflösung des Bataillons, die im August 2004 zurückgenommen wurde. In diesem Zeitraum wurde die Truppenstärke von 1000 auf 300 reduziert. Ab 2005 wurde das Bataillon nach der Struktur Heer 2010 umgegliedert und erreichte 2014 seine aktuelle Gliederung (Heer 2011).
Am 23. Juni 2009 starben zwei Angehörige des Bataillons bei einem Unfall, während eines Feuergefechts nahe Kunduz (Afghanistan).(Vergleiche auch:ISAF-Operationsführung im Raum Kundus (2009–2014))
Beim Elbehochwasser 2013 war das Bataillon im Juni 2013 als Leitverband für den Raum Dresden eingesetzt.
Vom Juni bis November 2014 erhielt das Bataillon im Rahmen des Mandats für die NATO-Mission Resolute Support den Auftrag, georgische Soldaten auszubilden. Vor einem Treffen mit Verteidigungsministerin Ursula von der Leyen, stattete der georgische Verteidigungsminister, Irakli Alassania, dem Bataillon in diesem Zusammenhang am 29. Oktober 2014 einen Dankesbesuch ab.
Teile das Bataillons waren im Zeitraum von Januar 2017 bis Januar 2018 Teil der Internationalen Force Protection in Masar-e Scharif, Kunduz und Kabul.
Dabei waren Kräfte des 8./9 Kontingentes beim Bombenanschlag in Kabul am 31. Mai 2017 sowie einer "insider attack" auf US-Soldaten in Camp Shaheen am 17. Juni 2017 eingesetzt.
Am 3. Februar 2023 wurde dem Verband das Fahnenband „Einsatz“ verliehen.

### Missbrauchsvorwürfe
Ende 2013 wurden Missbrauchsvorwürfe öffentlich, nach denen ein Freiwillig Wehrdienstleistender von mehreren Kameraden und seinen Vorgesetzten missbraucht worden sein soll. Es wurde daraufhin wegen Nötigung und wegen des Verdachts auf Straftaten gegen die körperliche Unversehrtheit ermittelt.

### Überfall
Anfang 2014 wurden zwei Wachsoldaten von drei Männern angegriffen. Einer der Soldaten wurde entwaffnet und er wurde mit der eigenen teilgeladenen Dienstwaffe bedroht. Nachdem der zweite Soldat mehrere Warnschüsse abfeuerte, ließen die Angreifer die Pistole fallen und flüchteten.

## Auslandseinsätze
| von–bis                    | Einsatzverband                                                                        | Land                |
| -------------------------- | ------------------------------------------------------------------------------------- | ------------------- |
| April 1997–Oktober 1997    | Reserveverband SFOR                                                                   | Bosnien-Herzegowina |
| Juni 1998–Dezember 1998    | 1. Folgekontingent SFOR                                                               | Bosnien-Herzegowina |
| Juni 2000–Dezember 2000    | 5. Folgekontingent SFOR                                                               | Bosnien-Herzegowina |
| Mai 2002–November 2002     | 5. Einsatzkontingent, Einsatzbataillon 1 (TF Prizren) KFOR                            | Kosovo              |
| November 2003–Mai 2004     | 8. Einsatzkontingent, Einsatzkompanie 2 SFOR                                          | Bosnien-Herzegowina |
| Juli 2006–September 2006   | Teile des Btl. im 11. Einsatzkontingent, Einsatzleitverband PRT Feyzabad ISAF         | Afghanistan         |
| März 2009–März 2010        | 19./20./21. Deutsches Einsatzkontingent ISAF im Provincial Reconstruction Team Kunduz | Afghanistan         |
| Juli 2012–Februar 2013     | 29./30. Deutsches Einsatzkontingent ISAF                                              | Afghanistan         |
| September 2015–Januar 2016 | Gestellung mehrerer Soldaten an der Ausbildungsmission im Irak                        | Irak                |
| Januar 2017–Januar 2018    | 8./9./10. Deutsches Einsatzkontingent RS in Masar-e Sharif und Kunduz                 | Afghanistan         |
| Februar 2019–August 2019   | eFP-Bataillon Battlegroup Lithuania I/2019 (nur 2./PzGrenBtl 391)                     | Litauen             |
| Juli 2019–Februar 2020     | eFP-Bataillon Battle Group Lithuania II/2019                                          | Litauen             |

### Auszeichnungen
Im Rahmen 10 Jahre Panzergrenadierbataillon 391 erhielt das Bataillon am 30. Mai 2001 das Fahnenband des Freistaates Thüringen.

### Ehrenkreuz der Bundeswehr für Tapferkeit
Am 22. Januar 2010 erhielt Hauptfeldwebel Daniel Seibert, Angehöriger des B-Zugs der 2. Kompanie des PzGrenBtl 391 des QRF-Verbands, als einer der ersten Soldaten das Ehrenkreuz der Bundeswehr für Tapferkeit für einen Einsatz in Afghanistan am 4. Juni 2009. Dort führte er bei Basoz (Raum Kunduz) seine Gruppe an vorderster Linie gegen einen überlegenen Feind, um einen eigenen unter Beschuss stehenden Spähtrupp zu verstärken. Im Verlauf eines mehr als einstündigen Feuergefechts konnten die Angreifer zurückgeschlagen werden. Ebenfalls wurde sein Zugführer, Hauptfeldwebel Jan Hecht, am 4. Mai 2010 durch den damaligen Bundesverteidigungsminister Karl-Theodor zu Guttenberg mit dem Ehrenkreuz der Bundeswehr für Tapferkeit ausgezeichnet.

## Kommandeure
| von – bis                               | Kommandeur                    |
| --------------------------------------- | ----------------------------- |
| 01. September 1991 – 30. September 1992 | Oberstleutnant Kappen         |
| 01. Oktober 1992 – 18. August 1994      | Oberstleutnant Pazderski      |
| 18. August 1994 – 11. Dezember 1998     | Oberstleutnant Schild         |
| 11. Dezember 1998 – 29. Juni 2001       | Oberstleutnant Stahl          |
| 29. Juni 2001 – 20. Juni 2003           | Oberstleutnant Tegtmeier      |
| 20. Juni 2003 – 03. Juni 2005           | Oberstleutnant Bayer          |
| 03. Juni 2005 – 16. August 2007         | Oberstleutnant Lanzinger      |
| 16. August 2007 – 21. Mai 2010          | Oberstleutnant Killmann       |
| 21. Mai 2010 – 18. Oktober 2013         | Oberstleutnant Mayer          |
| 18. Oktober 2013 – 25. September 2015   | Oberstleutnant Büscher        |
| 25. September 2015 – 07. Juni 2018      | Oberstleutnant Ortloff        |
| 07. Juni 2018 – 28. September 2021      | Oberstleutnant Habel          |
| 28. September 2021 – 29. September 2023 | Oberstleutnant Schellenberger |
| seit 29. September 2023                 | Oberstleutnant Jan Cihar      |